# Legis actio per pignoris capionem
La legis actio per pignoris capionem è un'azione prevista dal diritto romano più antico; si tratta, però, d'un'azione speciale, poiché non del tutto esecutiva. Consisteva nell'impossessamento da parte del creditore di cose, probabilmente solo mobili, appartenenti al debitore.

## Le particolarità dell'azione
Essa può essere esperita pure in assenza del Pretore e dell'avversario; neppure è necessario l'attendere l'avvento di giorni fasti - come sarebbe obbligatorio nel caso delle altre legis actiones, ma codesta particolarità è legata all'assenza del Pretore, il quale, pertanto, non soggiace alla proibizione di pronunziare i termini do, dico od addico -, nemmanco ci si deve recare in Tribunale; per questo, taluni contestano che si tratti, realmente, di una legis actio, ma talaltri, fra cui Gaio, sindacano che, data la presenza dei certa verba, si tratti di ciò.
In virtù di questo, si afferma che si tratta di azione di legge se e solo se vi siano dei certa verba. Il problema è che tale definizione è, parzialmente, in contrasto con la definizione che lo stesso Gaio dà di tali istituti, precedentemente - vale a dire che essi ricalchino o s'ispirino alle parole della Legge.   
Essendo, comunque, le parole delle leggi immutabili – poiché incise nel bronzo – si può, comodamente, asserire che tale definizione sia perfettamente accettabile.
Ulteriore problema è che Gaio sostiene, prima, che le actiones siano istituite per legge, ma, qui, si nota come esse possano, pure, nascere dalla consuetudine; inoltre, in questo caso, l'azione non comprende un rapporto dialogico fra attore e convenuto – va, comunque, detto che un errore nella pronuncia della formula, invaliderebbe l'intera azione –, a differenza delle altre azioni, nelle quali, in contumacia del convenuto, non si può pergiungere alla fase della litis contestatio.

## Le varie cause di legittimazione attiva
Con codest'azione, si agisce, talora, in base alla legge, mentre, in altri casi, in base al mos maiorum – ed è alquanto importante notarlo. Si configura la consuetudine, quando, compiendo un gesto, si agisce, pensando di stare adempiendo ad un precetto normativo; si configura, così, una traslazione da una norma descrittiva ad una prescrittiva.  
Quando la pignoris capio è usata in forza d'una consuetudine, la convinzione della sua cogenza deve insistere nel convenuto, il quale non deve opporsi al ricorrere da parte dell'attore a tale azione, dimostrando di considerare detta convenzione come sua propria pure.

### Azione contro il tribuno
A Roma, il cittadino paga le tasse in relazione al suo censo – così come egli vota per frazione, parimenti si fraziona il gettito fiscale ed è per ciò che si definisce la civitas come Repubblica timocratica. L'introito va al tribuno erario, affinché lo redistribuisca ai soldati in istato di ferma – che, in effetti, sono, poi, coloro che hanno pagato tali tasse –; pertanto, ciascun soldato ha un diritto di credito verso il tribuno - ai fanti spetta l'aes militare, ai cavalieri, in aggiunta, anche l'aes aequestre e l'aes hordiarum - e può chiedergli di vedersi pagato il soldo. Qualora questo nicchi, il creditore è autorizzato a prendere un suo bene in pegno – che non deve avere, necessariamente, il medesimo valore del credito vantato, poiché non ha funzione di saldare il dovuto, bensì di contribuire a fare pressione –, per urgerlo all'adempire.

### Azione del cittadino
Secondo le Leggi delle XII tavole, quest'azione è esperibile anche contro chi, acquistato un animale da sacrificio, non ne paghi il prezzo.  
La medesima legge prevede che l'actio possa essere attivata pure nel caso, ove una persona dia in locazione un animale da soma, ripromettendosi di utilizzare il denaro ricavato per allestire un banchetto sacrificale in onore degli dèi, e, però, il conduttore si rifiuti di versare la mercede.

### Azione del pubblicano
Mentre a Roma l'imposta è versata direttamente al tribuno, nelle province, l'incarico di esigere i tributi è appaltato a dei publicani, vale a dire delle persone ricche di patrimonio, che promettono di versare una determinata quota di denaro e, poi, provvedono a torchiare i provinciali, tenendo per loro la differenza fra quanto promesso e quanto effettivamente riscosso; per questo, si tratta di persone rapaci ed ingorde; ragione per cui, sono particolarmente invise. La Legge Censoria permette loro di agire con la pignoris capio verso coloro che non pagano quanto dovuto.

## Ratiodell'azione
Tutte queste azioni hanno in comune un grande interesse non solo per l'attore, bensì anche per l'intera comunità. Solitamente, l'interesse comune è molto sbiadito – si limita, più che altro, ad una situazione di principio, ove giova il ribadire che chi vìola il diritto, viene sanzionato –, qui, per converso, esso è particolarmente sentito: senza il tributo, non si può condurre una guerra né sostenere un esercito stabile; senza sacrifici, si rischia di ledere la pax deorum; senza la possibilità per i pubblicani di rivalersi contro gli insolventi, si rischia di non avere nessuno che provveda all'esazione dei tributi, necessari per il mantenimento dello stato.

## La sorte del pegno
Oggigiorno è incerto quale fosse la sorte del pegno, ma sono immaginabili due corsi d'azione: trascorso un determinato periodo, o il creditore ne diventa proprietario o diviene autorizzato a venderlo.
È stato, recentemente, trovato un pezzo di pergamena che contiene una parte di Legge Censoria, con l'accordo per l'esazione delle tasse in Asia, ove si afferma che il pubblicano acquisisce il diritto di proprietà sul bene. 
Ovviamente, è incerto se tale sia la sorte di tutti i pegni o solo di quelli acquisiti per effetto del mancato pagamento dei tributi.